# رودولف ماثيوز
رودولف ماثيوز (بالإنجليزية: Rudolph Matthews)‏ (7 نوفمبر 1945 في الولايات المتحدة - ) هو لاعب كرة يد أمريكي. شارك في الألعاب الأولمبية الصيفية 1972.

## وصلات خارجية
- رودولف ماثيوز على موقع أوليمبيديا (الإنجليزية)